# チェンナイ近郊鉄道
チェンナイ近郊鉄道（チェンナイきんこうてつどう）では、インド、チェンナイを走る路線を記す。

## 概要
チェンナイ近郊鉄道はインドで3番目に大きい規模の鉄道である。
最初に開業した区間はcst駅 - チェンナイ中央駅間である。

## 車両、運送状態
車両や運送状態は極めて悪くドアやイス、最悪車輪が壊れている車両が存在する。このような問題はインドでは長い間タブー視されている。
等級チェンナイ近郊鉄道では等級が存在し、III等がエアコンなし、ドアなし、イスなし、車両で、II等がエアコンなし、イス有（鉄製）、ドア有（手動）、で、I等はエアコンあり、イス有（革製）、ドア有（自動）である。
車内販売チェンナイ近郊鉄道では現在、車内販売を行っており、売られているものは大きく3種類で食べ物、飲み物、土産品、である。

## 路線一覧
- 中央線（英:central line）（ヒンディー語:केंद्र की रेखा）
- トランス・ハーバー・ライン（英:trance harbor line）（ヒンディー語:ट्रांस हार्बर लाइन）